# Estación biológica y jardín botánico de Torretes
La estación biológica y jardín botánico de Torretes es una estación de experimentación e investigación y jardín botánico que se encuentra en la sierra del Menejaor (Alicante, España). Está gestionado por el "Instituto Universitario de Investigación" CIBIO, junto con la Universidad de Alicante y el Ayuntamiento de Ibi. 

## Historia
El 29 de marzo de 2003 primero y finalmente el 11 de enero de 2006, el "Ayuntamiento de Ibi" y la Universidad de Alicante firmaron convenios por una duración de 50 años, por los cuales se creó la "Estación Biológica de Torretes" como una unidad de investigación, conservación y divulgación de la Biodiversidad Mediterránea dentro del "Instituto Universitario de Investigación" CIBIO, que asume la Dirección de Torretes, con la ayuda y supervisión de la "Concejalía de Medio Ambiente de Ibi" y del "Vicerrectorado de Investigación, Desarrollo e Innovación" de la Universidad de Alicante.
Junto a la entrada remodelada a partir de una antigua masía, está el edificio más importante de la Estación, que cumple con las funciones de dirección, recepción, vivienda y almacén. Está previsto en breve plazo su ampliación para dar cabida a varios laboratorios, invernaderos y otras instalacines anexas.
Dentro de la Estación Biológica a partir de junio de 2012 se han adecuado y ajardinado aquellas parcelas agrícolas y zonas de monte anexas, con plantaciones y recorridos de interés botánico y etnobotánico. 
Las colecciones vegetales tienen además como objetivo, servir a la conservación de los recursos vegetales tradicionales propios de la cultura mediterránea, europea e iberoamericana.
El diseño, integrado en el paisaje típico del secano alicantino, evoca a los jardines o huertos de simples medievales estando enfocado en la conservación, investigación y divulgación de las plantas medicinales. 
Las colecciones dispuestas en rincones y unidas por diferentes senderos, se están embelleciendo con diferentes elementos arquitectónicos tal como claustro, pérgola, fuente, etc. así como elementos ornamentales tal como laberinto, rosaleda, etc., para realzar e incrementar el atractivo del recorrido para el visitante. 

## Colecciones

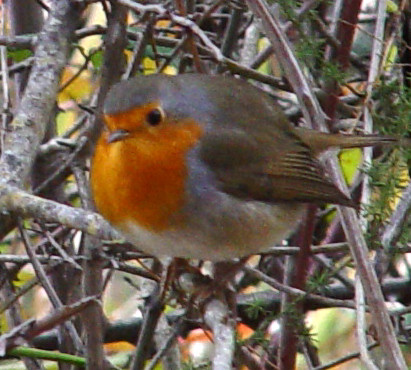
Petirrojo en la sierra Mariola

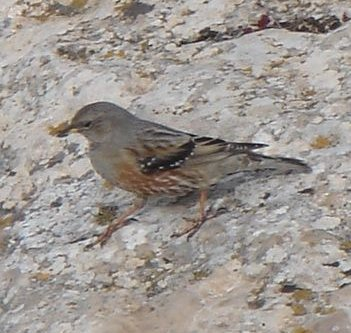
Prunella collaris en la sierra Mariola

En el jardín botánico de Torretes se han establecido dos tipos de colecciones, las generales y las monográficas.
Son generales por ejemplo: 
- Colección de plantas medicinales, con agrupaciones de plantas medicinales y especias), plantas alimentarias e industriales, entre otras.

Son colecciones monográficas:
- El "Salvietum", donde se recopilan más de 100 especies de salvias de todos los continentes (excepto de Australia donde no se encuentran);
- Colección de narcisos, donde se mantienen de forma permanente un buen número de especies ibéricas, magrebíes y de otros lugares mediterráneos.
- Rosaleda, donde se han recopilado especialmente rosas antiguas, silvestres y “botánicas”.
- Colección de siemprevivas (Sempervivum sp.pl.) y de claveles (Dianthus sp.pl.), esta tiene por ahora pocos ejemplares, pero que se están incrementando.
- Index Seminum
- Banco de germoplasma

## Objetivos y actividades
Entre los objetivos que se persiguen con la creación de este jardín botánico, se encuentran : 
- Servir a la conservación de especies endémicas o en peligro de extinción.
- Introducción de nuevas especies vegetales en el jardín.
- Ser la plataforma viva para proyectos de investigación ya en marcha o futuros, en la búsqueda de principios activos útiles a la industria alimentaria, farmacéutica o cosmética.
- Darle un atractivo al jardín enfocado al visitante en el aspecto didáctico, para que cumpla funciones de educación medioambiental del público en general que por aquí se acerque a conocerlo.

Entre los objetivos que se persiguen con respecto a la fauna, se encuentran :
- Mantenimiento de los cultivos tradicionales (secano y regadío), con especial incidencia en la conservación de las especies arbóreas.
- Incremento de especies melíferas, productoras de néctar y polen.
- Incremento de especies frutales silvestres y de variedades antiguas tradicionales.
- Mantenimiento de bordes con especies silvestres o cultivos de plantas aromáticas, como refugio y plantas nutricias de la fauna útil para el equilibrio ecológico y el control de plagas.
- Almacenamiento y redistribución de los recursos hídricos de la zona.[4]